# Marcel Žorga (politik)
Marcel Žorga, slovenski ključavničar, strojevodja in politik, * 15. januar 1883, Ljubljana, † 3. marec 1969, Ljubljana.

## Življenje in delo
Marcel Žorga, brat J. Žorge, je ljudsko šolo obiskoval v Brežicah, Zidanem mostu in v Trstu. Po končani obrtni šoli na Dunaju z zaključnim izpitom za ključavničarja (1900) se je 1901 zaposlil kot ključavničar in kurjač pri železnici v Ljubljani. V letih 1904–1907 je bil pri vojakih v Gorici in Krškem, od 1908–1923 pa strojevodja na južni železnici (Dunaj–Trst), od 1924 strojnik v tovarni barv in lakov v Medvodah, od 1926 dalje pa v številnih drugih tovarnah v Sloveniji in na Hrvaškem.
Leta 1909 se je pridružil Jugoslovanski socialnodemokratski stranki (JSDS) in bil od 1917 v strankinem Izvršnem odboru, julija 1919 v vodstvu splošne stavke slovenskega delavstva, med splošno železničarsko stavko aprila 1920 vodja ožjega stavkovnega odbora za Slovenijo, julija delegat na 2. kongesu KPJ v Vukovarju; na volitvah v ustavodajno skupščino novembra 1920 je bil izvoljen za poslanca na komunistični listi ter 1922 in 1926 v strankin centralni svet. V dvajsetih letih 20. stoletja je bil večinoma v vodstvu pokrajinske organizacije KPJ za Slovenijo. Med nemško okupacijo je sodeloval v NOB, bil tudi zaprt, po 1945 pa je med drugim delal v tovarnah Zlatorog v Mariboru in Lek v Ljubljani.
Bil je med najpopularnejšimi delavskimi govorniki na javnih zborovanjih, silovit polemik z govorniki drugih strank, priznan vodja železničarjev in daljnoviden politik. Politične članke je pisal v razne liste Delavsko-kmetski list (1925: Odgovor sodrugoma S. Markoviću in Đ. Cvijiću, št. 43, soavtor D. Gustinčič; K diskusiji o strokovnem  gibanju v Sloveniji, št. 45, soavtor A. Hlebec; Kdo je razbijač in izdajalec, št. 48) in Enotnost (1927: Kongres Zveze železničarjev Jugoslavije v Ljubljani, št. 21; Za neoportunističen enotni nastop, št. 25). Objavil je spomine na železničarsko stavko 1920 v Ljubljani (Delavska enotnost 1949, št. 33.; Železničarski vestnik 1960, 74–77; Borec 1968, soavtorica Milka Kovič).

## Odlikovanja
Za svoje delovanje je prejel dve državni odlikovanji:
- Red dela (1949)
- Red zaslug za ljudstvo s srebrno zvezdo (1960)